# Kaipan 57

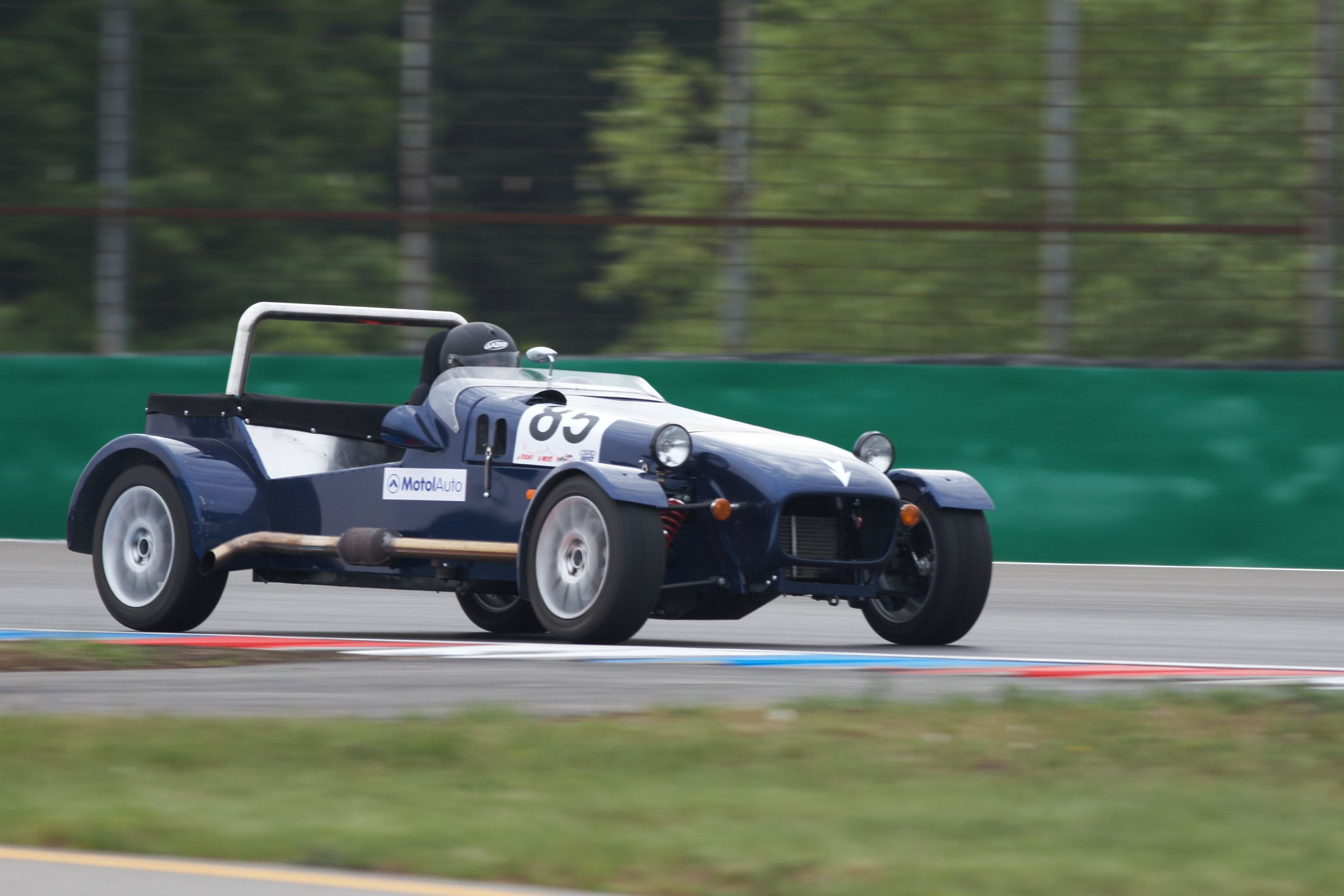
Kaipan 57

Kaipan 57 je sportovní automobil, v pořadí druhý model malé české automobilky Kaipan ze Smržovky a nástupce modelu Kaipan 47. U obou modelů se jedná o kopie Lotusu Seven, oblíbeného roadsteru z 60. let 20. století. Kaipan 57 byl vyvíjen v letech 2001–2002.
Kaipan 57 se od Kaipanu 47 liší motorem, převodovkou a také rozměry – je o něco širší a delší, což napomáhá většímu prostoru v kabině. Je vybaven motorem Škoda-Audi 1,8 TURBO s obsahem 1781 cm³ se zrychlením na 100 km/h za 5,8 sekundy. Rám vozidla je vyroben ze svařovaných ocelových trubek a karoserie je plechová s použitím kompozitních materiálů. Vozidlo je poháněno zadní nápravou.

## Parametry
- Rozměry: 3350 x 1790 x 1110 mm
- Převodovka: 5 rychlostí
- Pohotovostní hmotnost: 820 kg
- Max. výkon: 110 kW / 5700 min−1
- Max. doporučená rychlost: 185 km/h
- Max. točivý moment: 210 Nm / 1750 - 4600 min−1
- Spotřeba (rozumná jízda): 7,2 l / 100 km
- Spotřeba (sportovní jízda): 8-10 l / 100 km

Model je možno zakoupit jako stavebnici značenou písmeny F, C nebo D (značení je podle úrovní obtížnosti) nebo jako kompletní vozidlo.